# Henryk Piotrowski (polityk)
Henryk Piotrowski (ur. 26 listopada 1930 w Lublinie) – polski elektryk i polityk, poseł na Sejm PRL VIII kadencji.

## Życiorys
Uzyskał wykształcenie zasadnicze zawodowe i był elektrykiem w Wytwórni Sprzętu Komunikacyjnego w Świdniku. Członek egzekutywy Komitetu Zakładowego Polskiej Zjednoczonej Partii Robotniczej w tej wytwórni, był także I sekretarzem POP i w latach 1969–1974 członkiem plenum Komitetu Powiatowego partii w Lublinie. Zasiadał w Miejskiej Radzie Narodowej w Świdniku. W latach 1980–1985 pełnił mandat posła na Sejm PRL VIII kadencji w okręgu Lublin. Zasiadał w Komisji Komunikacji i Łączności, Komisji Pracy i Spraw Socjalnych oraz w Komisji Przemysłu.
Otrzymał Brązowy Krzyż Zasługi (1969) i Medal 30-lecia Polski Ludowej (1974).